# زيتو (لاعب كرة قدم)
زيتو هو لاعب كرة قدم أنغولي في مركز الوسط، ولد في 3 يوليو 1971 في أنغولا. شارك مع منتخب أنغولا لكرة القدم. أما مع النوادي، فقد لعب مع أمورا ‏.

## وصلات خارجية
- زيتو (لاعب كرة قدم) على موقع قاعدة بيانات كرة القدم.إي يو (الإنجليزية)
- زيتو (لاعب كرة قدم) على موقع ناشيونال فوتبول تيمز (الإنجليزية)